# 変わりゆく世界の中で/海沿いグラフィティ
「変わりゆく世界の中で/海沿いグラフィティ」（かわりゆくせかいのなかで/うみぞいグラフィティ）は、崎本大海の3枚目のシングル。2011年9月7日にアリオラジャパンから発売された。

## 概要
前作「夜更けのバラッド」から8ヶ月ぶりのシングル。初の両A面シングルで、両作ともミュージックビデオの制作・発表がされている。初回盤A・初回盤B・通常盤と3種形態での発売で、全てディスクジャケットは異なる。
プロデュースは前作では制作担当であったオダクラユウで、オダクラにとって初プロデュース作品である。
「変わりゆく世界の中で」はフジテレビ系『クイズ!ヘキサゴンII』のエンディングテーマ。歌の収録も行われていたが、島田紳助の引退による放送内容変更の影響でプロモーションビデオの映像に差し替えとなった。さらにCD発売日と同じ2011年9月で番組が終了し、今作が最後の「エンディングテーマに使用された新曲」となった。
全国6箇所で発売イベントが行われた。「変わりゆく世界の中で」は、2011年11月の「ヘキサゴンファミリーコンサート2011」で披露され、同コンサートを収めたDVDに収録されている。

## 収録曲

### CD
1. 変わりゆく世界の中で [4:52] 
作詞・作曲：平義隆、編曲：オダクラユウ
フジテレビ系『クイズ!ヘキサゴンII』エンディングテーマ
2. 海沿いグラフィティ [4:32] 
作詞：近藤ひさし、作曲：宅見将典、編曲：オダクラユウ
3. 変わりゆく世界の中で（off vocal）
4. 海沿いグラフィティ（off vocal）

### DVD
初回盤A
1. 「変わりゆく世界の中で」ミュージックビデオ
2. 「変わりゆく世界の中で」メイキング

初回盤B
1. 「海沿いグラフィティ」ミュージックビデオ
2. 「海沿いグラフィティ」メイキング